# Alaria esculenta
Espèce
Synonymes
- Agarum delisei Bory de Saint-Vincent, 1826[2]
- Agarum esculentum (Linnaeus) Bory de Saint-Vincent, 1826[2]
- Alaria delisei (Bory) Greville, 1830[2]
- Alaria dolichorachis f. longipes Miyabe, 1928[2]
- Alaria dolichorhachis f. typica Miyabe & Nagai[2]
- Alaria dolichorhachis Kjellman, 1883[2]
- Alaria esculenta f. australis Kjellman, 1883[2]
- Alaria esculenta f. fasciculata Strömfelt, 1886[2]
- Alaria esculenta f. latifolia Postels & Ruprecht, 1840[2]
- Alaria esculenta f. musaefolia (Pylaie) Kjellman, 1883[2]
- Alaria esculenta f. pinnata (Gobi) Foslie, 1886[2]
- Alaria esculenta f. polyphylla (S.G.Gmelin) Postels & Ruprecht, 1840[2]
- Alaria esculenta var. noltii Rabenhorst[2]
- Alaria esculenta var. ß pinnata (Gobi) Kjellman, 1890[2]
- Alaria grandifolia J.Agardh, 1872[2]
- Alaria linearis Strömfelt, 1886[2]
- Alaria macroptera (Ruprecht) Yendo, 1919[2]
- Alaria musaefolia (Bachelot de la Pylaie) J.Agardh, 1872[2]
- Alaria platyrhiza Kjellman, 1906[2]
- Ceramium esculentum (Linnaeus) Stackhouse, 1801[2]
- Fucus esculentus var. ß minor Turner, 1802[2]
- Fucus esculentus Linnaeus, 1767[2]
- Fucus pinnatus Gunnerus, 1766[2]
- Fucus teres Goodenough & Woodward, 1797[2]
- Laminaria esculenta (Linnaeus) C.Agardh, 1817[2]
- Laminaria musaefolia var. ß remotifolia Bachelot de la Pylaie, 1830[2]
- Laminaria musaefolia Bachelot de la Pylaie, 1830[2]
- Laminaria polyphylla (S.G.Gmelin) Steudel, 1824[2]
- Musaefolia esculenta (Linnaeus) Stackhouse, 1809[2]
- Orgyia delisii (Bory de Saint-Vincent) Trevisan, 1845[2]
- Orgyia esculenta (Linnaeus) Stackhouse, 1816[2]
- Orgyia pinnata Gobi, 1878[2]
- Phasganon alatum Ruprecht, 1850[2]
- Phasganon macropterum Ruprecht, 1850[2]
- Phasgonon esculentum var. minus S.F.Gray, 1821[2]
- Phasgonon esculentum (Linnaeus) S.F.Gray, 1821[2]
- Podopteris esculentum (Linnaeus) De la Pylaie, 1830[2]

Alaria esculenta, appelée aussi Alaire comestible est une espèce d'algues brunes comestible de la famille des Alariaceae.

## Étymologie
Alaria esculenta vient du latin alarius, « aile », et esculenta, « comestible ».

## Caractéristiques
Le thalle brun de cette espèce est bien différencié en stipe étroit, court et flexible fixé au rocher par des crampons minces, et en fronde entière, en forme de lanière. Le stipe cylindrique s'aplatit en pénétrant dans la lame qui peut atteindre 2 m de long et 10-15 cm de large. Cette lame forme un thalle peu ondulé qui est parcouru sur toute sa longueur par une forte nervure médiane et est souvent déchiquetée latéralement vers le sommet, où il ne reste que la nervure. Elle est quelquefois confondue avec Undaria pinnatifida (wakamé), et a comme nom vernaculaires wakamé de l'Atlantique, wakamé breton, kelp ailé, alarié succulente, alarié comestible, algue ailée et au Japon , Chigaiso.

## Répartition

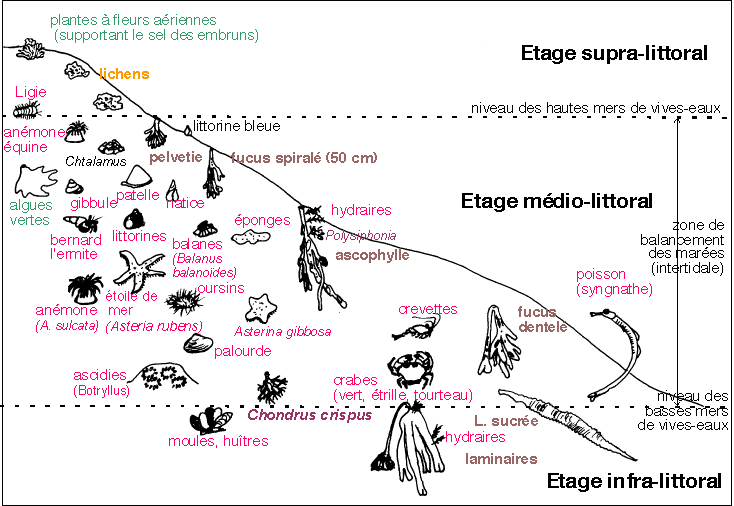
Cette Alaire peut former une ceinture au dessus des Laminaires.

Alaria esculenta est une espèce nordique bisannuelle, infralittorale, de mode battu, qui se rencontre sur les rivages du Groenland, de l'Islande, de la Norvège, des Pays-Bas, de la France, du Labrador, du Massachusetts et de l'Alaska. 
Souvent présente en populations denses, elle peut former au-dessus de la limite supérieure de Laminaria digitata, une ceinture étroite caractéristique des basses mers battues par les vagues, ou n'être présente que par quelques individus isolés dans des stations plus calmes.

## Liste des formes et variétés
Selon World Register of Marine Species (1 février 2019) :
- variété Alaria esculenta var. latifolia Postels & Ruprecht
- forme Alaria esculenta f. angustifolia Postels & Ruprecht, 1840
- forme Alaria esculenta f. musifolia (de la Pylaie) Kjellman
- forme Alaria esculenta f. pinnatifida Postels & Ruprecht, 1840

## Utilisation
En Asie, elle était en 1985 consommée à titre alimentaire uniquement par les Coréens. Elle est aussi exploitée pour son algine.